# Sega Rally Revo
Sega Rally Revo är ett bilspel från 2007. Det släpptes till Playstation 3, Playstation Portable, Xbox 360 och Windows.